# Kazimierz Skarżyński

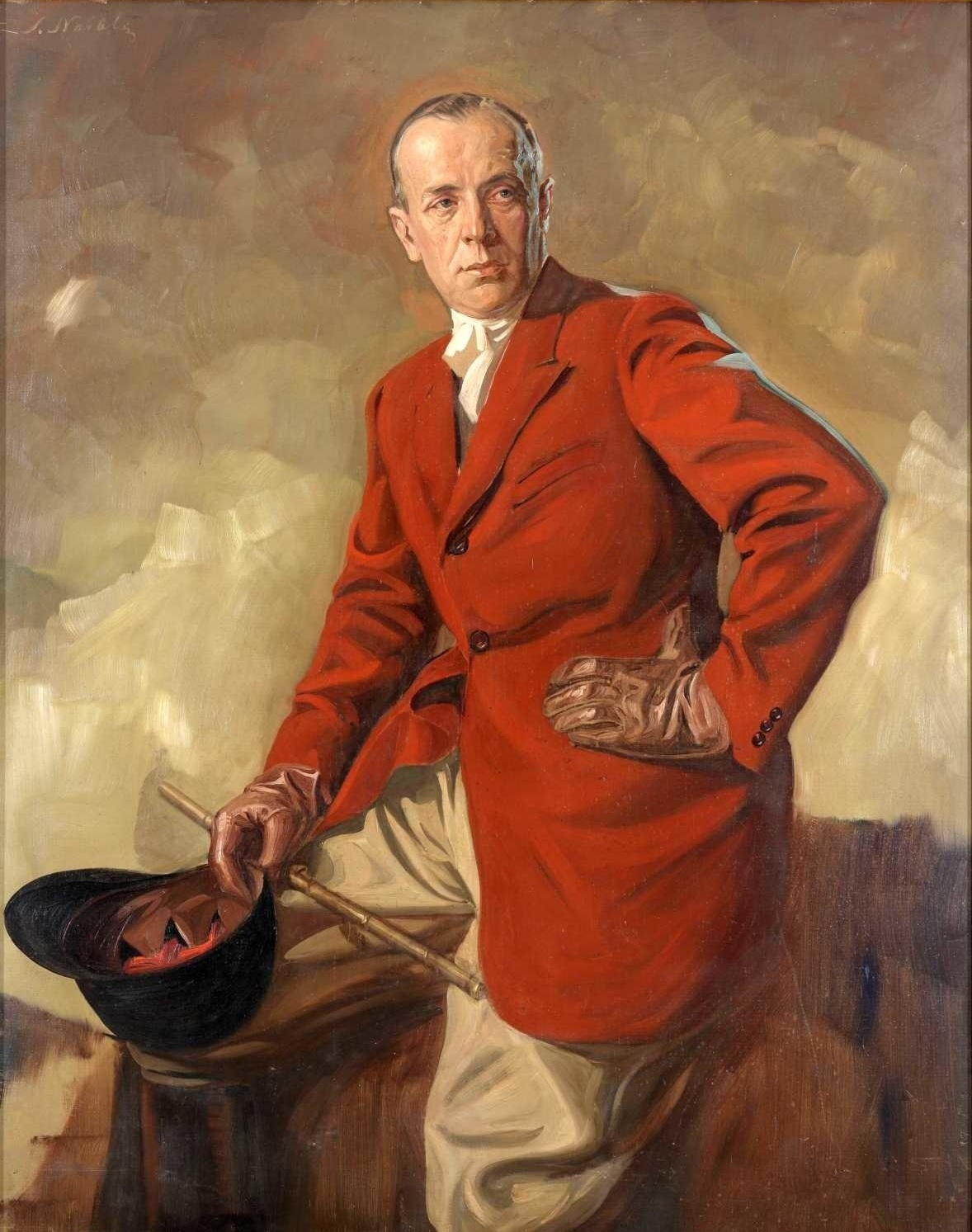
Stefan Norblin: Porträt Kazimierz Skarżyński (1935)

Kazimierz Skarżyński (geboren 15. Dezember 1887 in Kroczewo, Powiat Płoński, Russisches Kaiserreich; gestorben 10. Juni 1962 in Calgary, Kanada) war während der deutschen Besetzung Polens Generalsekretär des Polnischen Roten Kreuzes und 1943 ein Zeuge der Exhumierungen im Wald bei Katyn.

## Leben
Kazimierz Skarżyński stammte aus einer adligen Familie. Er besuchte das Jesuitengymnasium in Wien und studierte Politische Wissenschaften in Paris und Betriebswirtschaft in Antwerpen. Von 1913 bis 1919 arbeitete er für ein französisches Unternehmen im Kaukasus. Nach dem Ersten Weltkrieg lebte er im wiedergegründeten Polen. 1935 heiratete er Zofia Zamoyska, eine Tochter des polnischen Politikers Maurycy Zamoyski, sie hatten zwei Kinder, Marek (1937–1957) und Maria.
Nach dem deutschen Überfall auf Polen trat Skarżyński im Januar 1940 in den Dienst des Polnischen Roten Kreuzes (PCK) und wurde dort Generalsekretär. Das PCK wurde neben der Sozialfürsorge und der katholischen Kirche noch als polnische Organisation von der deutschen Besatzungsmacht geduldet. Am 9. April 1943 wurde der Präsident des PCK Wacław Lachert zur Verwaltung des Generalgouvernements in das Palais Brühl einbestellt, wo die Deutschen erste Informationen über das bei Smolensk entdeckte Massengrab mit polnischen Offizieren herausgaben und den Polen einen antisowjetischen Schulterschluss nahelegten. Die Kirche und das PCK wurden von der deutschen Besatzungsherrschaft aufgefordert, an einer offiziellen Delegation nach Katyn teilzunehmen, was diese verweigerten. Einige Kommunalbeamte Warschaus und einige Intellektuelle nahmen teil, der Schriftsteller Ferdynand Goetel berichtete anschließend inoffiziell am 12. Juli dem PCK. Trotz der Bedenken, propagandistisch vereinnahmt zu werden, entsandte das PCK unter Skarżyńskis Leitung eine „technische Gruppe von Ärzten und Gerichtsmedizinern ohne offiziellen Delegationscharakter“ nach Katyn. Skarżyński schrieb einen ersten Geheimbericht über die Exhumierungen und die offenbaren Umstände des Massenmordes für das IKRK in Genf und einen für die Exilregierung in London, einen offiziellen Bericht und eine Stellungnahme, was die Deutschen für Propagandazwecke erwarteten, verweigerte das PCK. Zurück in Warschau organisierte Skarżyński vom 17. April 1943 an den Einsatz der Mitarbeiter der technischen Kommission des PCK, die die Identifizierung der Opfer leistete, bis diese Arbeiten nach drei Viertel der Fälle wegen der Seuchengefahr am 7. Juni beendet werden mussten. Der Krakauer Gerichtsmediziner Marian Wodziński schrieb den Abschlussbericht für das Sekretariat des PCK, welches sich mit Skarżyński an der Spitze gegenüber den Deutschen weiterhin weigerte, in Polen ein antisowjetisches Katyn-Komitee zu gründen. So ließen die Besatzer über die deutsche Administration des Generalgouvernements millionenfach Handzettel verteilen und lancierten in millionenfacher Auflage eine bebilderte Broschüre eines pseudonymen Autors Andrzej Ciesielski.
Nach Kriegsende erwarteten die polnischen Kommunisten von Skarżyński die persönliche Erklärung, dass er der sowjetischen These über die deutsche Urheberschaft des Massaker zustimme. Er entzog sich diesem Ansinnen, tauchte unter und verdiente seinen Lebensunterhalt als Kutschfahrer an der Oberweichsel. Im Frühjahr 1946 musste er daher mit seiner Familie aus Polen fliehen. Durch die Tschechoslowakei und Bayern kam er nach London, wo er einen zweisprachigen Bericht für das Foreign Office schrieb, der aber unter Verschluss blieb.
Skarżyński emigrierte nach Kanada und kehrte kein einziges Mal nach Polen zurück. Skarżyński sagte 1952 als Zeuge vor dem Untersuchungsausschuss des amerikanischen Kongresses zu Katyn (Madden-Kommission) aus.
Seine Katyn-Berichte analysierte das Foreign Office in London, es kam aber zu keiner eindeutigen Bewertung, wie aus der vom Historiker Rohan D’Olier Butler verfassten Denkschrift über die Haltung der britischen Regierung zur Causa Katyn (Butler-Memorandum) hervorgeht. Sein Londoner Bericht aus dem Jahr 1946 wurde erst 1989 vom polnischen Historiker Włodzimierz Kowalski unter „streng geheim“ im Archiv des britischen Außenministeriums entdeckt, dies war eines der Ereignisse, die dazu führten, dass Russland seine Blockadehaltung bei der Aufklärung des Verbrechens lockerte.
2015 wurde Skarżyński postum mit dem Großkreuz des Ordens Polonia Restituta geehrt.

## Schriften (postum)
- Katyń. International Polish Book Club, Editions Dembinski, Paris 1990.
- Katyń. Raport Polskiego Czerwonego Krzyża. Polish samizdat publication. Oficyna Wydawnicza „Pokolenie“, Warszawa 1989.
- Wacław Lachert (Hrsg.): Sprawozdanie poufne Polskiego Czerwonego Krzyża. Raport z Katynia. Zarząd Główny Polskiego Czerwonego Krzyża, Warschau 1995.